# パッショナータ
パッショナータ（PASSIONATA）
1. フィリピン人の女性3人ボーカル・グループ。日本ではビクター音楽産業よりデビューした。シングル「Disco Araw-Araw」（1979年）「Sa Duyan Ng Pag-Ibig」（1980年）、日本独自企画シングル「卑弥呼」（1979年）「ルナ・ルナ」（1980年）などのヒット曲がある。
2. Chantelle Groupのブランドで1988年に設立されたフランスのランジェリーブランド。本項で紹介。

パッショナータ（Passionata）は、Chantelle Groupのブランドで1988年に設立されたフランスのランジェリーブランド。 そのターゲット市場は働く女性であり、そのアイコンは人生を最大限に生きる女性のイメージ。 このブランドは、小売店、デパート、大量販売店、そして2008年以来フランスとドイツに店舗を構えている。

## 歴史
パッショナータは1988年にフランスで始まる。 その最初の広告キャンペーンは働く女性を特集。特に情熱的な考古学者と写真家で Passionataブランドは、1年以内にドイツ、ベルギー、スイスで成功裏に発売された。

### 1990年代
Passionataは、大胆でフェミニンなコレクションを発表。ウエストニッパーとローカットボディのフラウンス付き。

### 2000年代
Passionataは、ナポリ、プンタカナ、マナグアなどのサイトで見られる暖かさを反映したカラフルでフェミニンなラインを立ち上げることで、ラテンの影響を強調。 10年のスターラインは、幅広いトロピカルカラーで利用可能なパッシオである。

### 2010年代：the Passionista
パッショナタは、パッションニスタという用語を導入し、「パッションナタの女性」を指す。これは、気楽でファッションに情熱を持ち、きらめくセクシーなライフスタイルを持つ現代の女性と表現されている。

## 会社
Passionataは、それが属する世紀のランジェリーメーカーであるChantelle Groupのノウハウを活用している。 このグループは、シャンテル、シャンタルトーマス、パッショナータ、ダージリン、フェミレットなど、さまざまなランジェリーブランドを国際的な規模で提供している。
シャンテルグループは、世界中で女子の学校教育を推進しているLa Flamme Marie Claireなどの事業を通じて、女性を尊重することを約束している。

## コミュニケーション

### トップモデル
イスラエル人モデルのバー・レファエリは、2008年以来、情熱的な女性を体現している。

### 象徴的な広告キャンペーン
1988：キャンペーンの開始1998 -2000：「オオカミ」プレス、ポスターおよびテレビキャンペーン2001-2003：「海」プレス、ポスターおよびテレビキャンペーン2004- 2005：階段2006-2007：「見たとおり…」プレスおよびポスターキャンペーン2008：「ロッキングホース」キャンペーン、 デビッドラシャペル 2010-2013：Bar Refaeliとのプレスおよびポスターキャンペーン

### ウェブ
Passionataブランドは、公式ウェブサイトとソーシャルネットワーク（Facebook、Pinterest、Instagram）に掲載されている。
2008年1月、パッションナータは、サロンインターナショナルデラランジェリーの見本市で、新しいブランドアイデンティティを正式に発表。 ジャーナリストとクライアントは、Crazy Horseに招待され、Laurent＆Laurence代理店と共同開発された新しいロゴと、David Lachapelleが監督するコマーシャルを発見。 この機会を記念して、有名なクレイジーホースのレビューからいくつかのアクトが採用され、パッションナータのランジェリーを着たステージのダンサーが登場。 特別な行為が機会のために作成された。
2010年3月、パッシオナタは、パビリオンカンボンで2010年秋冬コレクションに報道機関を招待。 コレクションのスターモデルであるバーレファエリが登場した。 600人のジャーナリストがイベントに参加し、彼女にインタビューし、ミニスケッチで構成されたコレクションのショーを発表。 バー・レファエリは他のモデルとショーで閉幕。

## 付録

### 書誌
- ランジェリーフランセーズXIXe –キャサリンオーメンによるXXIesiècle–©Editions Plon 2012
- 公式ウェブサイト